# Jaroslav Foglar – Jestřáb kronikářem
Jaroslav Foglar – Jestřáb kronikářem je kniha sestavená na základě studia Foglarova osobního literárního fondu, který spisovatel věnoval ještě za svého života Památníku národního písemnictví. Opírá se mj. o kroniky pražského skautského oddílu  Dvojka vedeného Jaroslavem Foglarem – Jestřábem. Autory knihy jsou pracovníci Literárního archivu Památníku národního písemnictví Petr Kotyk a Dorota Lábusová.

## Obsah
Jedná se o výbor autentických zápisů, fotografií, dokumentů a komentářů z více než sedmi desítek svazků Foglarem vedených a dochovaných oddílových kronik z let 1924 až 1985 a z archivu jeho fotografií.
Publikace pracuje se dvěma rovinami informací:
- Přináší reprodukce částí kronik, včetně fotografií a kreseb
- Provází čtenáře chronologicky životem Jaroslava Foglara a jeho publikační činností a doplňuje text mnoha fotografiemi a obrázky. Tato chronologie odráží rovněž situaci ve společnosti a události v jednotlivých obdobích existence Československa.

Kniha mapuje Foglarův život od narození v roce 1907, přes první vstup do skautského oddílu, jeho civilní zaměstnání, jeho spojení s 2. skautským oddílem v roce 1925, převzetí vedení oddílu Dvojka v roce 1927 po Jaroslavu Ryšavém – Bobrovi, přes jednotlivé letní tábory a velikonoční a zimní výpravy a další oddílovou činnost, vzpomínky na jednotlivé klubovny oddílu i skautskou loď „Orlice“.  Zápisy a fotografie seznamují čtenáře také s jednotlivými členy oddílu v průběhu desítek let jeho činnosti, vč. např. Karla Šípka (Šipeke), Ládi Velebila , Josefa Starce – Prófy, Jarmila Burghausera – Jumba, Vladimíra Janíka – Dana, Jana Kovaříka – Brouka a desítek dalších, často jen zmíněných skautskými přezdívkami.
Uvádí ukázky z oddílového časopisu Čigologo (od r. 1929), resp. Indiánské Čigoligo, později Pomalago a Gonio.
Činnost oddílu je bohatě dokladována jak v předválečném období, tak za německé okupace. Zápisy dokumentují zajímavé okamžiky v činnosti oddílu, mj. návštěvu spisovatele E. T. Setona (1936), účast na pohřbu prezidenta T. G. Masaryka (1937),  divadelní představení „Tábor ve Sluneční zátoce“ v Pražském dětském divadle Míly Mellanové (1940), nahrávání gramodesek u firmy ESTA (1941, 1942), aj. Kniha poskytuje chronologické informace o Foglarově literární činnosti, vydávání jednotlivých knih a působení v časopisech Malý hlasatel, Mladý hlasatel a Vpřed. Mapuje také obnovu skautského hnutí v Československu v roce 1968 a Foglarovu účast, poskytuje informace o činnosti oddílu v období normalizace až po opětovné obnovení skautingu a plné obnovení vydávání Foglarových knih po roce 1989.  
Rámcově pak sumarizuje další činnost Jaroslava Foglara až do jeho úmrtí dne 23. ledna 1999 a činnost jeho oddílu až do roku 2012, kdy oddíl připravoval oslavu 100 let své aktivní činnosti (2013).
Kniha byla oceněna v roce 2012 cenou za 2. místo v kategorii Cena Svazu polygrafických podnikatelů. 
Životopisný přehled v knize využil také podkladů a informací od Zdeňka Pírka, Jiřího Stegbauera-Jury, Václava Noska-Windyho, Jiřího Zachariáše-Pedra, Miloše Zapletala-Zeta  a dalších. 